# Waggon- und Wagenfabrik Hermann Schumann
Die Waggon- und Wagenfabrik Hermann Schumann war von 1866 bis 1928 ein Standort für Fahrzeughersteller in Werdau und Zwickau.

## Geschichte

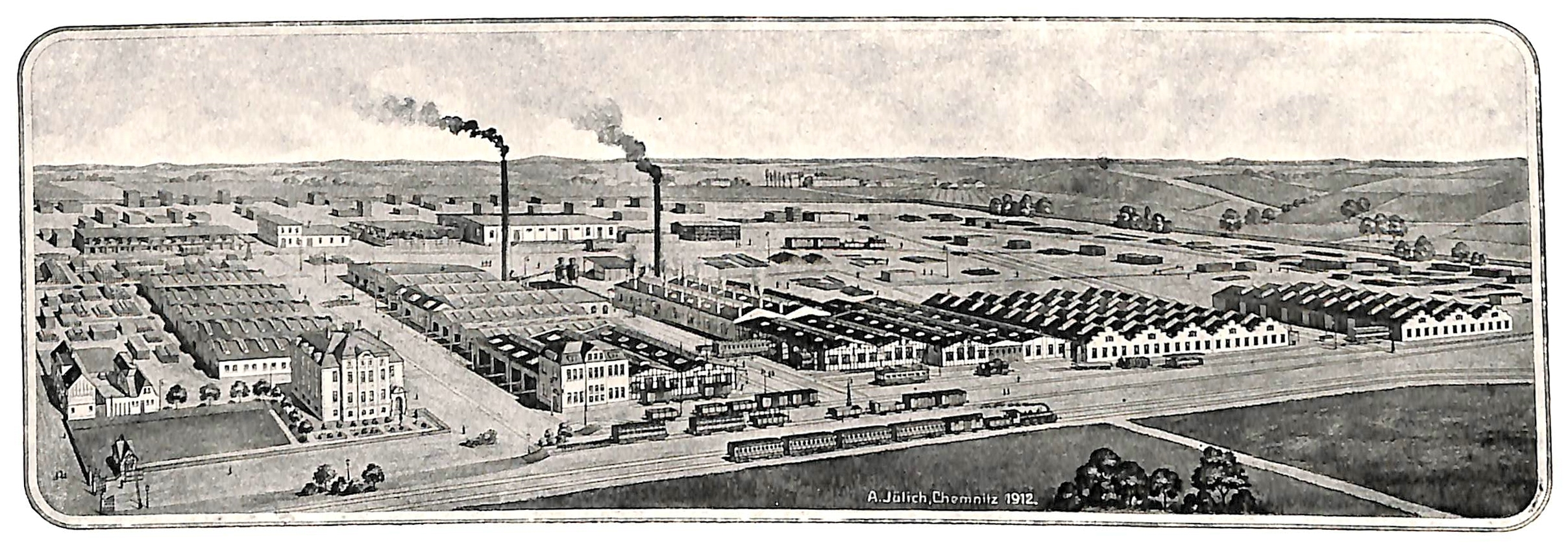
Ansicht der Sächsischen Waggonbaufabrik Werdau (1912)

Hermann Schumann hatte in Werdau seit 1866 eine Schmiede mit Wagenbau. 1898 wurde die Sächsische Waggonfabrik GmbH im Handelsregister der Stadt Werdau eingetragen. 1908 erfolgte die Umwandlung in eine Aktiengesellschaft als Sächsische Waggonfabrik Werdau AG. Die Gründerfamilie Schumann baute parallel in Zwickau ein vergleichbares Werk auf, das 1917 zusammen mit der Sächsischen Waggonfabrik Werdau AG und der Waggon- und Maschinenfabrik AG vorm. Busch in Bautzen zur Hermann Schumann AG fusionierte. Dies war jedoch nur ein formaler Prozess, die Unternehmen firmierten unter ihren eigenen Bezeichnungen weiter, wobei das Zwickauer Werk als Zwickauer Fahrzeugfabrik vorm. Schumann AG in Erscheinung trat.

## Produkte und Bedingungen
Zwischen 1903 und 1917 wurden Wagen aller Art und Fahrzeugaufbauten wie Busaufbauten, die auf angelieferte Lastwagenfahrgestelle gebaut wurden, hergestellt. Es gab die Hauptabteilungen
- Waggonbau mit Eisenbahnwagen aller Art, einschließlich Straßenbahnwagen
- Wagenbau mit Lkw, Omnibussen, Lieferwagen, Krankenwagen
- Karosseriebau mit Sonderaufbauten[4]

Auf 100.000 Quadratmetern arbeiteten 50 Beamte und 680 Arbeiter. Es existierte eine Betriebskrankenkasse. Allein der Jahresausstoß von Wagen für den Schienenverkehr betrug bis zu 2000 Güter- und Spezialwagen, sowie 300 Personen- und Straßenbahnwagen. Mit Ausbruch des Ersten Weltkriegs wurde der Betrieb auf Kriegsproduktion umgestellt. Nach Kriegsende kehrte man im Wesentlichen zum früheren Produktionsprogramm zurück. Um 1924 wurde in Werdau mit dem Bau von Omnibussen begonnen, 1927 erstmalig auch Omnibusse mit Ganzstahlaufbau.

## Entwicklungen ab 1928
1928 erfolgte eine Fusion zum Linke-Hofmann-Busch-Konzern. In diesem Zusammenhang wurde das Zwickauer Werk liquidiert und die dortige Möbelwagenfertigung nach Werdau verlegt. Dort wurde zudem ein umfassender Anhängerbau aufgebaut. 1931 musste auch das Hauptwerk in Werdau – seinerzeit der größte Waggonhersteller Deutschlands – geschlossen werden. Doch schon 1932 erfolgte die Neugründung in Werdau als Fahrzeugbau Schumann GmbH mit 1000 Beschäftigten auf 106.000 Quadratmetern. Das frühere Produktionssortiment wurde beibehalten, auch wurden Oberleitungsbusse gebaut. Ab Ende der 1930er Jahre wurde auf den Waggonbau verzichtet. Während des Zweiten Weltkrieges wurde für die Wehrmacht produziert und Torpedo-Baugruppen montiert. 1943 erfolgte erneut eine Umbenennung in Schumann-Werke GmbH, Werdau. Im November 1945 erging ein Enteignungsbefehl der SMAD über den Rüstungsbetrieb. Nach mehreren Änderungen der Zugehörigkeit erfolgte 1948 die Überführung in Volkseigentum, zunächst als Teil der LOWA, ehe der Betrieb schließlich 1952 den Namen VEB IFA Kraftfahrzeugwerk Werdau "Ernst Grube" erhielt.